# 1948年サンモリッツオリンピックのノルウェー選手団
1948年サンモリッツオリンピックのノルウェー選手団（1948ねんサンモリッツオリンピックのノルウェーせんしゅだん）は、1948年1月30日から2月8日までスイスのサンモリッツで開催された1948年サンモリッツオリンピックのノルウェー選手団、およびその競技結果。

## 概要
今大会は金メダル4個、銀メダル3個、銅メダル3個の合計10個のメダルを獲得した。
スキージャンプでは、ペッテル・フークステット、ビルゲル・ルート、トルライフ・シェルデルプのノルウェー勢が表彰台を独占した。

## メダル
| メダル | 選手名                                                                          | 競技                   | 種目             |
| ------ | ------------------------------------------------------------------------------- | ---------------------- | ---------------- |
| 金     | フィン・ヘルイェッセン                                                          | スピードスケート       | 男子500m         |
| 金     | スベレ・ファルスタット                                                          | スピードスケート       | 男子1500m        |
| 金     | レイダル・リアクレフ                                                            | スピードスケート       | 男子5000m        |
| 金     | ペッテル・フークステット                                                        | スキージャンプ         | 男子             |
| 銀     | トマス・ビーベル                                                                | スピードスケート       | 男子500m         |
| 銀     | オド・ルンドベル                                                                | スピードスケート       | 男子5000m        |
| 銀     | ビルゲル・ルート                                                                | スキージャンプ         | 男子             |
| 銅     | オド・ルンドベル                                                                | スピードスケート       | 男子1500m        |
| 銅     | アーリン・エヴェンセン オーラフ・エケン ライダル・ニーボリク オーラフ・ハーゲン | クロスカントリースキー | 男子4×10kmリレー |
| 銅     | トルライフ・シェルデルプ                                                        | スキージャンプ         | 男子             |